# Milivoj Magdić
Milivoj Magdić (Koprivnica, 22. svibnja 1900. – Zagreb, 3. ožujka 1948., neki izvori navode 1947.) je bio jednim od najboljih hrvatskih novinara svog vremena. Bio je i pravnik i publicist, hrvatski socijalist.
Ideološki je  bio komunist. , od 1920-te se ideološki vezao uz marksizam i bio je istaknuti član KPJ. 1930-ih je godina napustio komunizam, zbog utiska kojeg su na nj ostavili moskovski procesi. Nakon toga zagovara hrvatsku neovisnost, zbog čega se zamjerio komunističkom pokretu koji je sve više djelovao teroristički i unitaristički, pa je jedva preživio pokušaj linča koji su mu organizirali zadrti komunisti.
Kad je uspostavljena NDH, vlasti su ga bile zatvorile, no u pritvoru je boravio kratko vrijeme. Uskoro se pridružio ustaškom pokretu.
Pisao je za ustaški list Spremnost, čiji  je bio urednik. Bio je značajan kao i Tias Mortigjija. Iako kao ni Mortigjija nije bio pouzdan i omiljenim za vrijeme ustaške vlasti u NDH (Magdić zbog komunističke prošlosti), koja ih je obojicu držala pod prismotrom.,  objavio  je nekoliko  brošura kritičkih prema neljudskom, boljševičkom  rigidnom  komunizmu. Zbog suradnje s tim listom, nakon rata su ih komunističke vlasti osudile na smrt i smaknule, a u biti nisu shvatili niti razumjeli o čemu su i kako su njih dvojica pisali. Magdić je u svojim prikazima  u Spremnosti oštro  kritizirao buržujske  Zapadane demokracije očekujući socijalnu i pravednu ustašku Hrvatsku, u kojoj će istinska socijalna pravda, radništvo i seljaštvo,  koji čine  većinu  hrvatskog naroda,  imati prednost  nad manjinskim buržujskim parcijalnim  interesima. Milovoj Magdić je doslovno cijeli svoj život  beskompromisno  živio za običnog čovjeka,  za socijalnu pravdu, za hrvatski socijalizam.   
Bleiburška tragedija 1945. nije zaobišla ni njega. Zajedno s mnoštvom hrvatskog naroda se povukao prema Zapadu u nadi da će se moći predati zapadnim Saveznicima koji bi ih zaštitili od partizana. Kad je bio u Austriji, u Lavamündu je zajedno s Tiasom Mortigjijom i Jurom Petričevićem sastavio Memorandum skupine hrvatskih intelektualaca upućen nadležnim mjestima Britanske armije. Povlačeći se dalje stigao je do Rima. Ondje su ga 1947. uhitili Saveznici i predali Jugoslaviji. Jugokomunističke vlasti su mu organizirale montirano suđenje na kojem su ga osudili na smrt i smaknuli.
Za najuzornijeg je europskog pisca smatrao Thomasa Manna.

## Djela
Napisao je ove knjige:
- Jagodina ljubav, Zagreb, 1934., (ponovna izdanja: Delnice : Spectrum, 2005.;[6] Ognjište, Zagreb, 2013.)
- Klerikalizam nastupa, Zagreb, 1934.[7] (2 izdanja)
- Fašizam i radnička klasa,[5]Zagreb: 1935.
- Abesinija, 1935. (suautor Mirko Kus-Nikolajev)[7]
- A. G. Matoš, 1936.[8]
- Liberalizam i socijalna problematika u Hrvatskoj, 1940.[9]
- Intelektualci prema marksizmu i liberalizmu, 1942, Zagreb: Naklada "Putovi"[10]
- Najstrašnije razdoblje života seljačtva u Sovjetskoj Uniji, 1943.
- Slučaj Vere Wagnerove, 1944.

Nedovršeno djelo:
- U vučjoj jami (Nastalo u izbjeglištvu. U djelu nastoji objasniti uzroke neuspjeha novije hrvatske politike.)[7]

Autor je brojnih članaka i eseja. Osobito je pisao o dru Milanu Šufflayu.